# Fæste (våben)
 For alternative betydninger, se Fæste. (Se også artikler, som begynder med Fæste)
Et fæste på en kniv, daggert, sværd eller bajonet er et håndtag, der består af parerstang, hjalte (greb) og pommel (sværdknop). Der kan desuden være monteret en kvast på parerstangen eller pommelen.

## Pommel
En pommel (angelnormannisk pomel "lille æble") er en forstørret beslag, der er monteret på toppen af grebet. De blev oprindeligt udviklet for at forhindre at sværdet røg ud af hånden på brugeren. Fra omkring 1000-tallet i Europa blev de større og tungere og kom til at fungere som modvægt til klingen for at balancere våbnet. Dette gjorde at balancepunktet kom tættere på grebet, hvilket giver en mere flydende kampstil. Afhængig af sværdets design og fægteteknikken kan pommelen også bruges til at slå modstanderen med (f.eks. ved brug af mordslagsteknikken).

## Greb
Grebet er håndtaget på et sværd eller andet blankvåben. Det er normalt fremstillet af træ eller metal, men kan også være i ben, og er ofte delt af chagrin (ugarvet læder eller hajskind). Hajskind har vist sig at være det mest modstandsdygtige i tempereret klima men hurtigt forgår i varmt klima. I nyere tid, primært i sidste halvdel af 1800-tallet, blev gummi også et populært alternativ. Grebet kan også være pakket ind i snor eller lignende.

## Parerstang
Parerstangen er placeret umiddelbart over grebet. Den har til formål at beskytte brugerens hånd i nærkamp, men i nogle fægteteknikker kan den også bruges til at fange eller låse modstanderens klinge samt at slå på modstanderen